# Logan Act
Logan Act (řídce Loganův zákon, též 1 Stat. 613, 18 U.S.C. § 953) je federální zákon jurisdikce Spojených států amerických, který kriminalizuje jednání neautorizovaných osob s cizími vládami, jež jsou ve sporu se Spojenými státy. Účelem je zamezit neoprávněným jednáním, která by mohla podrývat pozici americké vlády.
Tento zákon byl navržen poté, co George Logan roku 1798 neoprávněně jednal s Francií během tzv. kvaziválky. Podepsal ho prezident John Adams a účinnosti nabyl dne 30. ledna 1799. K zákonu přibyl v roce 1994 dodatek, který z výše pokuty odstranil konkrétní částku.
Porušení Loganova zákona je federální zločin. Zatím pouze dva lidé byli obviněni z porušení tohoto zákona, poprvé v roce 1802 a podruhé v roce 1852; žádný z nich však nebyl usvědčen.